# Monarea nigricoxa
Monarea nigricoxa är en stekelart som beskrevs av Szepligeti 1906. Monarea nigricoxa ingår i släktet Monarea och familjen bracksteklar. Inga underarter finns listade i Catalogue of Life.